# Coleophora eupepla
Coleophora eupepla là một loài bướm đêm thuộc họ Coleophoridae. Nó được tìm thấy ở Thổ Nhĩ Kỳ, Nga, Hungary, the Republic of Macedonia, Hy Lạp, Pháp và Tây Ban Nha.
Ấu trùng có thể ăn Onobrychis viciifolia.